# 고란 페르코바츠
고란 페르코바츠(크로아티아어: Goran Perkovac, 1962년 9월 16일~)는 유고슬라비아와 크로아티아의 핸드볼 선수, 지도자로 포지션은 레프트백이다. 선수 경력 대부분을  스위스에서 보냈으며, 1988년 하계 올림픽에 유고슬라비아 국가대표로 참가하여 동메달을, 1996년 하계 올림픽에 크로아티아 국가대표로 참가하여 금메달을 획득했다.
선수 은퇴 후 스위스에서 지도자 생활을 했으며 스위스와 그리스 대표팀 감독을 맡았다. 이후 2023년부터 2024년까지 크로아티아 국가대표팀 감독을 맡았다.